# Hohnhorst (Adelsgeschlecht)

Wappen derer von Hohnhorst

Hohnhorst ist der Name eines alten niedersächsischen Adelsgeschlechts. Die Herren von Hohnhorst gehören zum lüneburgischen Uradel. Zweige der Familie bestehen bis heute.
Nach Kneschke gab es noch zwei weitere gleichnamige Geschlechter, die aber nicht stammesverwandt waren. Die Hohnhorst genannt Düvel (auch Honhorst) waren ein ursprünglich bremisches Adelsgeschlecht, das im 17. Jahrhundert mit dem Tod von Philipp Sigismund von Hohnhorst im Mannesstamm erlosch. Es führte ein anderes Wappen als das lüneburgische Uradelsgeschlecht: in Silber einen von Blau und Silber gerauteten Sparren. Eine weitere Familie Hohnhorst zu Hohnhorst ist ebenfalls schon früh ausgestorben.

## Geschichte

### Herkunft
Erstmals urkundlich erwähnt wird das Geschlecht im Jahre 1279 mit dem Knappen Johannes Honhorst. Die gesicherte Stammreihe beginnt mit Heinrich von Hohnhorst, der ab 1510 in Urkunden genannt wird. Er war wahrscheinlich der Enkel des 1428 bis 1438 urkundlich erscheinenden Heinrich von Honhorst auf Hohnhorst.
Hohnhorst, der gleichnamige Stammsitz der Familie, ist heute ein Ortsteil der Gemeinde Eldingen am Südrand der Lüneburger Heide im Landkreis Celle in Niedersachsen. Schon seit 1252 war das Stammhaus in Familienbesitz.

Herrenhäuser der Familie im Ortsteil Hohnhorst Gemeinde Eldingen
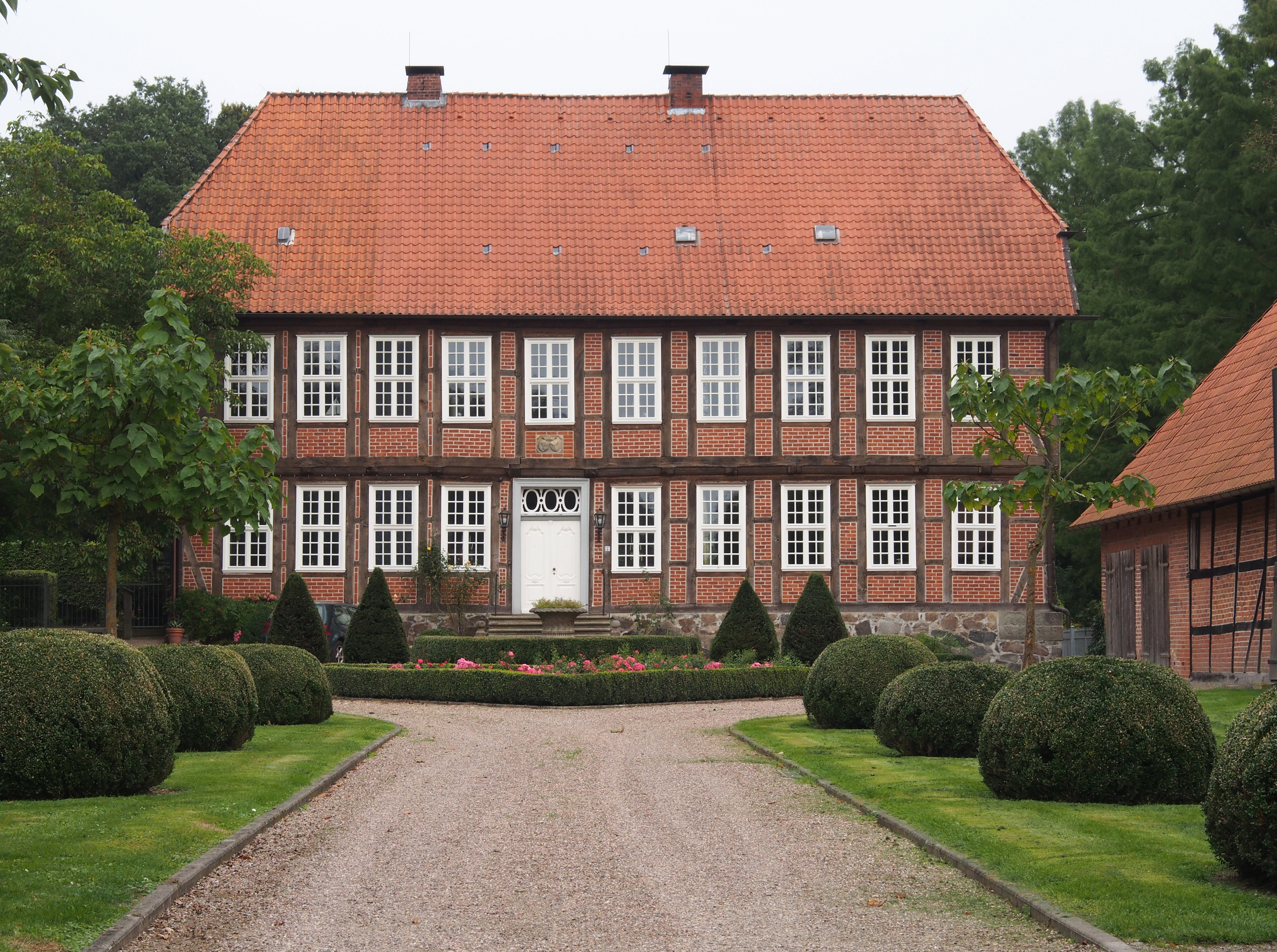
Das Nordgut
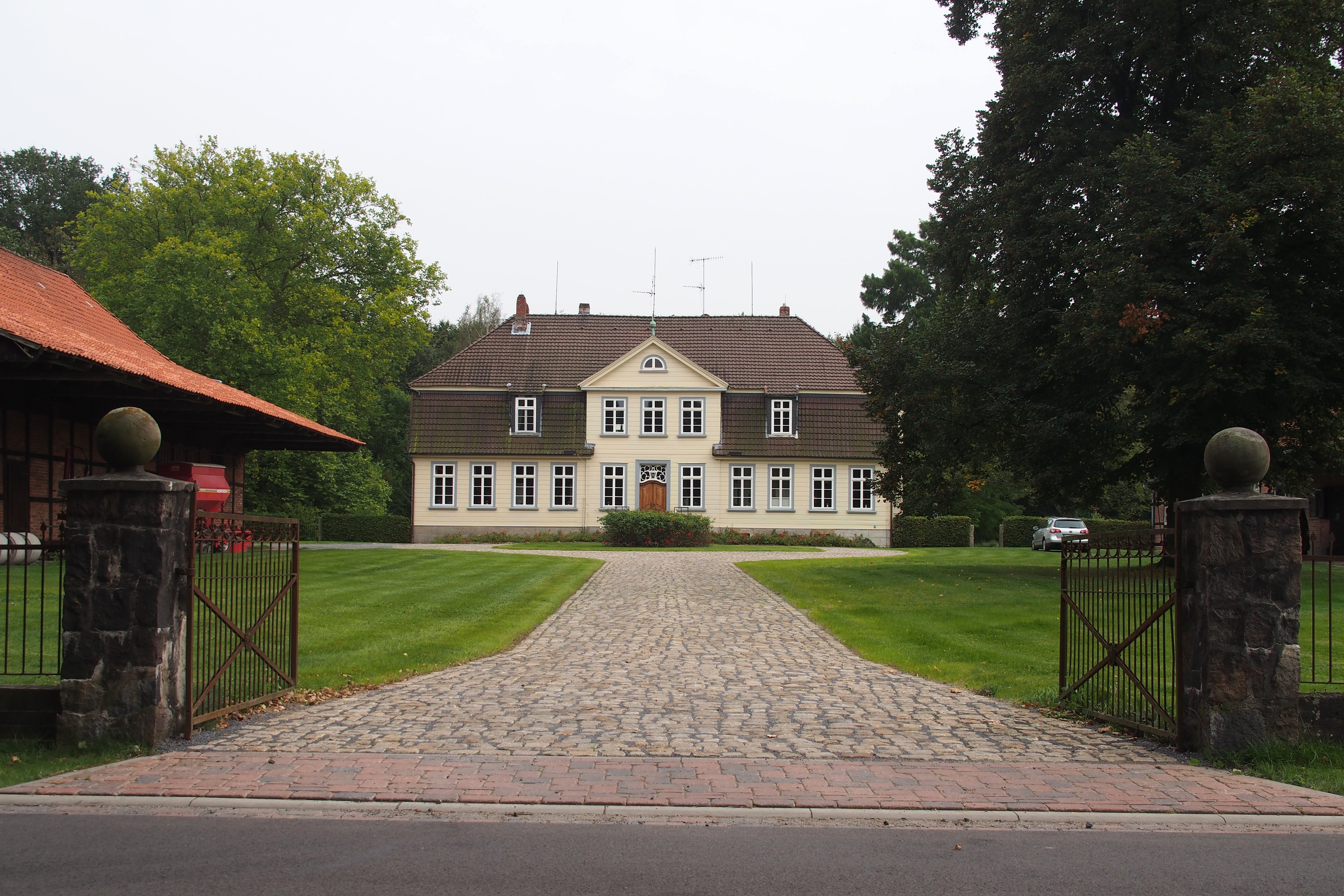
Das Südgut

### Ausbreitung und Persönlichkeiten
- Agnese Maria von Hohnhorst (Agnesa Maria von Hohnhorst; Agnes Maria von Hohnhorst;[4] (1672–1755), Äbtissin des Klosters Wienhausen[5]
- Johann Friedrich Gauhe nennt Anna von Hohnhorst als Äbtissin des Klosters Wienhausen von 1644 bis 1670, als zur Familie gehörig. Ebenso Jacob Ernst von Hohnhorst, Herr auf Hohnhorst und Sohn von Dietrich von Hohnhorst, der Ende des 17. Jahrhunderts lebte. Er wurde königlich englischer Landrat, Hofrichter zu Celle und Drost zu Meinersen[1]
- Johann Friedrich und Werner Christian von Hohnhorst traten in britische Militärdienste. Agnes Maria von Hohnhorst war von 1723 bis 1755 und Sophia Charlotte von Hohnhorst von 1767 bis 1788 Äbtissinnen im Kloster Wienhausen. Anfang des 18. Jahrhunderts wurde Bruno Anton von Hohnhorst Landeshauptmann und Landkommissar. Während des 18. und 19. Jahrhunderts erhielten Angehörige der Familie Staats-, Hof- und Militärämter im Herzogtum Braunschweig und im Kurfürstentum Braunschweig-Lüneburg.

Im späteren Königreich Hannover gehörten sie zum ritterschaftlichen Adel der lüneburgischen Landschaften und besaßen neben dem Stammsitz Hohenhorst noch zwei weitere Güter.
- Adolf von Hohnhorst (1811–1870), braunschweigischer Generalmajor und Generaladjutant von Herzog Wilhelm; Mitglied[6] des Johanniterordens
- Bruno von Hohnhorst (1822–1886), Schüler[7] der Ritterakademie Lüneburg, preußischer Landrat, vorher Amtshauptmann,[8] auf Hohnhorst Südgut I und Nordgut II
- Burghard von Hohnhorst (1769–1833), braunschweigischer Oberhofmarschall und Oberkammerherr[9]
- Carl von Hohnhorst (1809–1858), deutscher Verwaltungsjurist
- Ernst von Hohnhorst (1865–1940), deutscher Generalleutnant
- Günther von Hohnhorst (1863–1936), deutscher Verwaltungsbeamter und Rittergutsbesitzer
- Ludolf von Hohnhorst (1899–1978), deutscher Konteradmiral
- Ludwig von Hohenhorst (1866–1914),[10] königlich sächsischer Major zur Disposition, wurde am 29. April 1911 unter der Nummer 358 in das königlich sächsische Adelsbuch eingetragen; Hofmarschall, großherzogl. luxemb. Kammerherr

## Wappen
Das Wappen ist von Gold über Schwarz geteilt mit einem schräg liegenden silbernen Zweig mit drei roten Rosen. Auf dem Helm mit schwarz-goldenen Helmdecken eine rote Rose mit grünem Stiel zwischen zwei von Gold und Schwarz über eck geteilten Büffelhörnern.